# Ferg Forever
Ferg Forever è il primo mixtape del rapper statunitense ASAP Ferg, pubblicato nel 2014.

## Tracce
1. Perfume – 3:22
2. Jungle (featuring Marty Baller) – 3:05
3. Fergsomnia (featuring Twista) – 4:13
4. Bonnaroo (featuring Wynter Gordon) – 3:38
5. Uncle – 4:55
6. Thug Cry (Tinashe Mix) – 3:49
7. Now (featuring Mz 007 & Crystal Caines) – 2:42
8. Jolly (featuring Bunji Garlin & Spice) – 2:39
9. Weaves (featuring Marty Baller & Crystal Caines) – 3:38
10. Hood Tales – 2:54
11. This Side (featuring YG) – 5:34
12. Reloaded (Let It Go, Pt. 2) (featuring M.I.A. & Crystal Caines) – 2:56
13. Commitment Issues – 4:00
14. Doe-Active – 3:14
15. Dope Walk – 3:51
16. NV (featuring ASAP Nast) – 3:56
17. Ja-Rule (featuring Big Sean) – 3:16
18. Real Thing (featuring SZA) – 3:17
19. Talk It – 3:45